# 阮友壽
阮友寿（發音：[ŋwiən˦ˀ˥ hiw˦ˀ˥ tʰɔ˧˨ʔ]；1910年7月10日—1996年12月24日），也譯作阮有壽，前越南和越南共产党领导人、革命家。越南南方民族解放阵线主席。曾任越南國家副主席、代理主席。

## 生平
1910年，阮友寿出生在南圻堤岸省中郡（今隆安省𤅶溧縣），是橡胶园总管之子。30年代在巴黎学习法律，大学毕业后回西贡从事律师工作，同时为越南南方解放积极奔走、活动。
1960年12月被选为越南南方民族解放阵线中央委员会主席团主席。1969年6月起兼任越南南方共和国临时革命政府顾问委员会主席（国家元首）。
1976年7月越南统一后在越共中央工作。1980年至1981年曾代理越南國家主席职务。